# Horsfieldia subalpina
Horsfieldia subalpina är en tvåhjärtbladig växtart. Horsfieldia subalpina ingår i släktet Horsfieldia och familjen Myristicaceae.

## Underarter
Arten delas in i följande underarter:
- H. s. kinabaluensis
- H. s. subalpina